# Zeng Jing
Zeng Jing, originaire de Putian dans la province de Fujian, né en 1564 et mort en 1647, est un peintre chinois des XVIe et XVIIe siècles.

## Histoire duportrait

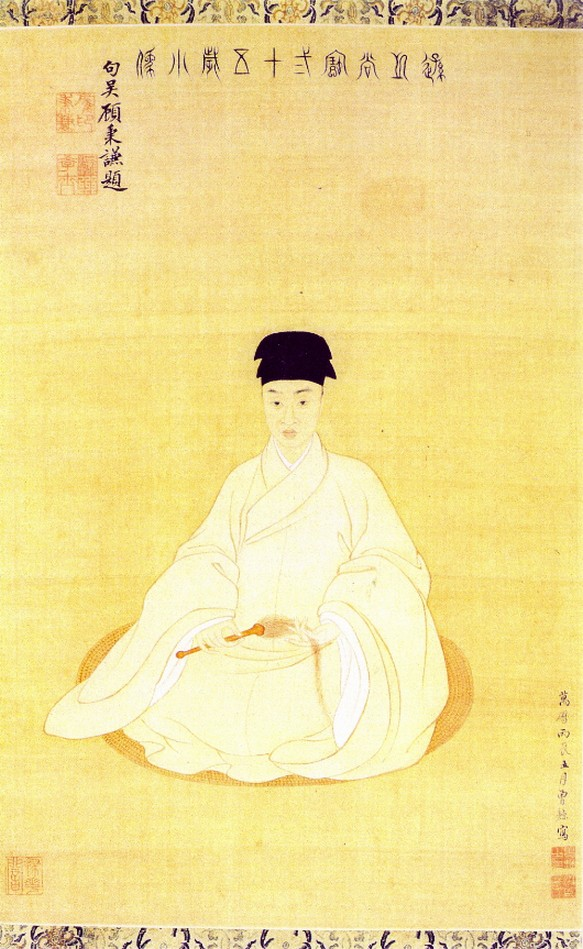
Portrait de Wang Shimin. 1616.

Dans l'art du portrait, moyen de gagner sa vie soutenu par la haute société, le savoir-faire et les techniques se transmettent généralement de père en fils et de maître à apprenti. Peintres et artisans ordinaires sont des façons de vivre et de travailler similaires, sinon que les premiers se voient accorder un peu plus de respect et sont appelés «Monsieur» ou «Maître». Les meilleurs spécialistes locaux de peinture de personnage sont souvent recrutés pour servir au palais. Mais ni les portraitistes de cour  ni les portraitistes professionnels ne laissent leur nom sur leurs œuvres. Zing Jing est l'un des premiers portraitistes Ming à être mentionné dans l'histoire de l'art.

## Biographie
Natif de Putian, dans la province du Fujian, Zeng Jing réside à Nanjin. Peintre professionnel, ses portraits sont si appréciés que les lettrés l'invitent à peindre pour eux dans leurs demeures. Il réalise des portraits de personnalités aussi célèbres que Dong Qichang, Chen Jiru, Wang Shimin, Lou Jian et Huang Daozhou. Comme le portrait exige d'être réalisé d'après un modèle, Zeng se déplace constamment; on sait qu'il travaille entre autres à Nanjing, Hangzhou, Wuzhen, Ningbo et Songjiang. Les revenus qu'il tire de sa peinture lui permettent de bénéficier de logements très confortables partout où il séjourne.

## Style et technique traditionnelle
Ses portraits sont connus pour leur vérité à couper le souffle; ils semblent des reflets du modèle dans un miroir. On dit que les expressions du visage sont à la parfaite ressemblance de la réalité. Zeng atteint sa maturité dans l'art du portrait vers la cinquantaine, et il est au sommet de sa créativité à soixante-dix ans. Portrait de Wang Shimin, peint en 1616, est la plus ancienne de ses œuvres existantes. Wang et le peintre lettré le plus âgé des Quatre Wang de l'École Orthodoxe de paysage de la dynastie des Qing.
À l'époque où ce portrait est réalisé, il n'a que vingt-cinq ans. Vêtu d'une robe de couleur claire et d'un couvre-chef, il est assis, les jambes croisées, sur un coussin en jonc, un chasse-mouche en crin de cheval dans la main. Il présente un beau visage et des traits délicats, mais semble vraiment grave et serein, plus mûr que son âge, ainsi qu'on peut l'attendre d'un jeune homme issu d'une famille de fonctionnaires, qui a reçu une éducation stricte. La composition diffère de celle des portraits des professionnels locaux en ce que le personnage occupe seulement la partie inférieure du centre du tableau, au lieu de remplir tout l'espace.
En fait, la mise en valeur du caractère et des aspirations du modèle par l'espace vide qui l'entoure est le trait le plus caractéristique des portraits de Zeng Jing. Son Portrait  de Zhang Qingzi, peint en 1622, représente un célèbre docteur qui est également versé dans la poésie et la littérature, un «lettré en habit de docteur», Zhang est vêtu d'une robe de couleur claire et porte une paire de chaussures rouges.
Lissant sa barbe de sa main, il marche avec aisance. Le personnage occupe environ un tiers de la longueur du rouleau. Malgré l'absence du décor, on a l'impression qu'il se promène en plein air. Son maintien aimable et bienveillant correspond à l'image d'un docteur qui sauve des vies humaines. Par ailleurs, les grandes zones d'espace vide sont associées aux manières élégantes du lettré et du reclus. Ainsi, la petite taille du personnage n'empêche pas que sa personnalité se déploie amplement.

## Principe et point de vue
Zeng Jing excelle dans la technique traditionnelle qui consiste à mettre en valeur le caractère d'une personne en la représentant en action et en l'entourant d'un décor significatif. Portrait de Ge Yilong (1547-1640) montre le lettré vêtu d'une robe blanche et d'un couvre-chef noir, appuyé contre une pile de livres. Ge Yilong a la réputation d'être un lecteur passionné, qui dépense des sommes colossales dans les livres et finit ruiné. Pour mettre en évidence cette passion des livres, Zeng ne fait figurer aucun autre bien dans sa peinture. L'attitude et les vêtements de Ge révèlent son dédain à l'égard des préoccupations mondaines.
De nombreuses critiques considèrent que l'œuvre de Zeng est importante du fait de son assimilation de la peinture à l'huile occidentale dans son rendu de volume, du creux et de l'arrondi. De fait, le rendu du volume est une part inhérente de la tradition picturale chinoise. Dans son ouvrage Les principes de la peintures, Dong Qichang rappelle que les Anciens disaient: «Chaque trait de pinceau fait saillie».  La différence entre les traditions occidentales et chinoises tient à la façon dont l'effet d'illusion est réalisé.
Zeng peint des portraits qui s'emparent comme un miroir du reflet de leur modèle. Il ne procède pas à des arrangements optiques, il reste au niveau de son point de vue et peint avec des lignes et très peu d'ombres, préservant par ce moyen les protubérances naturelles et les parties creuses du visage. C'est ainsi qu'il fait ressortir ce que l'on nomme les «trois zones blanches» (le front, le nez et les lèvres).
La réussite de Zeng dans le portrait, c'est que, ayant hérité du legs de Wang Yi (actif vers 1360) de la dynastie des Yuan et assimilé les méthodes et le savoir-faire des spécialistes locaux, il élève le portrait à la valeur d'objet esthétique susceptible d'être apprécié en tant que tel, et non par de simple souvenir, et qu'il accorde plus d'attention à la description des expressions du visage.  Bon observateur, il saisit rapidement les gestes et les physionomies et, pour les mettre en valeur, il utilise en expert l'espace vide à l'intérieur de ses compositions. Parmi le disciples et partisans de Zeng Jing, connus sous le nom d'École de Bochen, Xie Bin (1601-1681) est le plus accompli.

## Musées
- Beijing (Musée du palais impérial) :
  - Portrait de Ge Yilong, section d'un rouleau portatif, encre et couleur sur papier, 30,6x78cm.
- Tianjin (Musée d'art) :
  - Portrait de Wang Shimin, rouleau mural, encre et couleur sur soie, daté 1616. 64x42,3cm.
- Zhejiang (Musée provincial) :
  - Portrait de Zhang Qingzi, rouleau mural, encre et couleur sur soie, 1622. 111,4x36,2cm.